# الانتخابات الرئاسية الأمريكية 2004
الانتخابات الرئاسية الأمريكية لعام 2004 هي الانتخابات الرئاسية التي جرت يوم الثلاثاء 2 نوفمبر 2004، وهي الانتخابات الخامسة والخمسين، والتي تجري كل أربع سنوات. انتُخِب الرئيس الجمهوري جورج دبليو بوش ونائبه ديك تشيني لولاية ثانية، متغلبًا على الديمقراطي جون كيري، عضو مجلس الشيوخ في الولايات المتحدة عن ولاية ماساتشوستس، ونائبه جون إدواردز، عضو مجلس الشيوخ في الولايات المتحدة عن ولاية كارولاينا الشمالية.
أعاد الحزب الجمهوري ترشيح بوش وتشيني بلا صعوبة. برز حاكم ولاية فيرمونت السابق هوارد دين بوصفه المرشح الأول في الانتخابات التمهيدية للحزب الديمقراطي لعام 2004، ولكن كيري فاز بالمجموعة الأولى من الانتخابات التمهيدية في يناير 2004، وحصل على ترشيح حزبه في مارس بعد سلسلة من الانتصارات الأولية. اختار كيري إدواردز، الذي سعى هو نفسه للحصول على ترشيح الحزب للرئاسة عام 2004، ليكون نائبًا له.
كانت شعبية بوش قد ارتفعت في وقت مبكر من فترة ولايته الأولى بعد أحداث 11 سبتمبر 2001، ولكن شعبيته تراجعت بين عامي 2001 و2004. كانت السياسة الخارجية الموضوع الرئيسي طيلة الحملة الانتخابية، وخاصة سلوك بوش في الحرب ضد الإرهاب وما ترتب على غزو العراق في عام 2003. قدم بوش نفسه باعتباره قائدًا حاسمًا وهاجم كيري باعتباره «متقلبًا»، في حين انتقد كيري سلوك بوش في حرب العراق. نوقشت أيضًا القضايا المحلية، بما في ذلك الاقتصاد وفرص العمل والرعاية الصحية والإجهاض وزواج المثليين وبحوث الخلايا الجذعية الجنينية.
فاز بوش بفارق ضئيل بلغ 35 صوتًا من أصوات المجمع الانتخابي، وحصل على 50.7% من الأصوات الشعبية. اكتسح الولايات الجنوبية وإقليم الجبال واستحوذ على الولايات المتأرجحة الحاسمة أوهايو، وآيوا، ونيومكسيكو، حيث تحولت الولايتين الأخيرتين إلى جمهوريتين. رغم أن كيري استحوذ على ولاية نيوهامبشير مقارنة بالانتخابات السابقة، فإن خريطة بوش الانتخابية توسعت عدديًا. كانت بعض جوانب العملية الانتخابية محل جدل، ولكن ليس بالدرجة التي شوهدت في الانتخابات الرئاسية لعام 2000. فاز بوش بفلوريدا بفارق خمس نقاط، على عكس الهامش الضئيل للغاية في فوزه الذي حققه في عام 2000، والذي أدى إلى الطعن القانوني في ما عُرف بقضية بوش ضد غور.
كان بوش أول مرشح، منذ انتخاب والده في انتخابات عام 1988، يفوز بأكثر من 50% من الأصوات الشعبية، وهو أحدث مرشح جمهوري يفوز بهذا العدد من الأصوات. كان فوز بوش أيضًا بمثابة المرة الأولى التي فاز فيها مرشح حزب كبير في انتخابات رئاسية من دون الفوز بأي أصوات انتخابية من الشمال الشرقي. شغل بوش منصبه حتى عام 2009 وخلفه الديمقراطي باراك أوباما، في حين استمر كيري في العمل في مجلس الشيوخ ثم أصبح في ما بعد وزيرًا للخارجية أثناء فترة ولاية أوباما الثانية. اعتبارًا من الانتخابات الرئاسية لعام 2016، كانت انتخابات عام 2004 أحدث انتخابات رئاسية فاز فيها المرشح الجمهوري بالتصويت الشعبي، والأولى منذ انتخاب جورج إتش دبليو بوش في عام 1988.

## الخلفية
فاز جورج دبليو بوش بالرئاسة في عام 2000 بعد قرار المحكمة العليا في قضية بوش ضد جور بإعادة القضية إلى المحكمة العليا في فلوريدا، والتي أعلنت أنه لا يوجد وقت كاف لإعادة فرز الأصوات دون انتهاك دستور الولايات المتحدة.
بعد ثمانية أشهر فقط من توليه الرئاسة، تسببت الهجمات الإرهابية لأحداث 11 سبتمبر 2001 في تحويل بوش فجأة إلى رئيس في زمن الحرب. ارتفعت معدلات تأييد بوش إلى ما يقرب من 90%. في غضون شهر واحد، دخلت قوات التحالف بقيادة الولايات المتحدة إلى أفغانستان، التي كانت تؤوي أسامة بن لادن، الذي اشتُبه في أنه العقل المدبر لأحداث 11 سبتمبر 2001. بحلول ديسمبر، كانت حركة طالبان قد جرى التخلص منها، على الرغم من أن ذلك سيتبعه لاحقًا عملية إعادة إعمار طويلة ومستمرة.
بعد ذلك، وجهت إدارة بوش اهتمامها إلى العراق، وقالت إن الحاجة إلى إزاحة صدام حسين عن السلطة في العراق أصبحت ملحة. أعطت قضية العراق بوش خصمًا ليقدمه للشعب، (مشابه ولكنه مختلف عن عام 2001). حشد بذلك التأييد ضد عدو مشترك بدلًا من كسب الناخبين من خلال الأفكار أو السياسات. كان من بين الأسباب المعلنة أن نظام صدام حاول الحصول على مواد نووية مع فشله في تقديم بيانات صحيحة عن المواد البيولوجية والكيميائية التي كان من المعروف أنه يمتلكها من قبل. يشكل امتلاك أسلحة الدمار الشامل (دبليو إم دي) وعدم تقديم أي تفسير لها انتهاكًا لعقوبات الأمم المتحدة. دفعت إدارة بوش بقوة منذ البداية تجاه التأكيد في ما يتصل بأسلحة الدمار الشامل، ولكن القوى الكبرى الأخرى، بما في ذلك الصين وفرنسا وألمانيا وروسيا، ظلت غير مقتنعة بأن العراق يشكل تهديدًا، ورفضت السماح بإصدار قرار لمجلس الأمن التابع للأمم المتحدة يأذن باستخدام القوة. سمح العراق لمفتشي الأسلحة، التابعين للأمم المتحدة، بالتفتيش في نوفمبر 2002، وواصل المفتشين عملهم لتقييم الادعاء المتعلق بأسلحة الدمار الشامل، ولكن إدارة بوش قررت المضي قدمًا في الحرب دون إذن من الأمم المتحدة وطلبت من المفتشين مغادرة البلاد. غزت الولايات المتحدة العراق في 20 مارس 2003، إلى جانب «تحالف الراغبين» الذي تألف من قوات إضافية من المملكة المتحدة، وبدرجة أقل من أستراليا وبولندا. في غضون نحو ثلاثة أسابيع، تسبب الغزو في انهيار كل من الحكومة العراقية وقواتها المسلحة. برغم ذلك، لم تتمكن قوات الولايات المتحدة والقوات المتحالفة من العثور على أي سلاح من أسلحة الدمار الشامل في العراق. ومع ذلك، هبط جورج دبليو بوش في الأول من مايو على حاملة الطائرات يو إس إس ابراهام لينكون، في طائرة من طراز لوكهيد إس-3 فايكنغ، وألقى خطابًا أعلن فيه نهاية «العمليات القتالية الرئيسية» في حرب العراق. كان معدل تأييد بوش في شهر مايو 66% وفقًا لاستطلاع الرأي الذي أجرته سي إن إن - يو إس أيه توداي – غالوب. مع ذلك، فإن معدلات التأييد العالية التي حظي بها بوش لم تدم طويلًا. أولًا، بينما كان قرار الحرب نفسه يحظى بشعبية في الولايات المتحدة، فقدت عملية إعادة إعمار العراق، ومحاولة «إضفاء الطابع الديمقراطي» عليه، بعض الدعم مع مرور الأشهر، وازدادت أعداد الخسائر، دون انخفاض في أعمال العنف ودون إحراز تقدم نحو الاستقرار أو إعادة الإعمار. ثانيًا، عندما فتش المحققون أرجاء البلاد، فشلوا في العثور على المخزونات المتوفعة من أسلحة الدمار الشامل، ما أدى إلى الجدل حول الأساس المنطقي للحرب.

## المرشحون
| المرشح         | الحزب            | عدد الأصوات |
| -------------- | ---------------- | ----------- |
| جورج دبليو بوش | الحزب الجمهوري   | 62,040,610  |
| جون كيري       | الحزب الديمقراطي | 59,028,444  |
| رالف نادر      | سياسي مستقل      | 465,650     |